# Graugrüner Apfel-Blütenspanner
Der Graugrüne Apfel-Blütenspanner (Pasiphila rectangulata), auch Obstbaum-Blütenspanner genannt, ist ein Schmetterling (Nachtfalter) aus der Familie der Spanner (Geometridae).

## Merkmale

### Falter
Die Falter erreichen eine Flügelspannweite von 16 bis 21 Millimetern. Die Flügel sind bezüglich der Grundfärbung außerordentlich variabel. Oftmals schimmern diese in verschiedenen grauen oder braungrauen Tönungen. Exemplare mit stärkeren grünlichen Einmischungen werden als f. subaerata bezeichnet, solche mit fast schwarzer Färbung als f. nigrosericeata. In den letzten Jahren hat die Tendenz zur Ausbildung solcher melanistischer Falter mit reduzierter Zeichnung zugenommen. Ein typisches Kennzeichen ist jedoch die stark abgeknickte, meist doppelt gezähnte äußere Querlinie auf den Vorderflügeln. Die Wellenlinie hebt sich weißlich hervor, während die Postdiskalregion verdunkelt ist. Die Hinterflügel sind gleichfarbig wie die Vorderflügel und zeigen ein markantes, kontrastreiches dunkles Linien- und Fleckenmuster auf der Unterseite.

### Raupe
Erwachsene Raupen sind gelblich oder grünlich gefärbt und besitzen einen unterschiedlich stark ausgeprägten roten Streifen auf dem Rücken.

### Ähnliche Arten
- Der Grüne Blütenspanner (Chloroclystis v-ata) ist anhand der tiefschwarzen v-förmigen Ausbildung auf den Vorderflügeln zu unterscheiden. Außerdem überwiegen meist die grünlichen Farbelemente.
- Der Schlehen-Blütenspanner (Pasiphila chloerata) zeigt eine eher gleichmäßig verlaufende äußere Querlinie. Bei dieser Art überwiegen oftmals heller graue Farbelemente.

Wie bei vielen Blütenspanner-Arten sollte eine zuverlässige Bestimmung der Falter durch Spezialisten erfolgen, und auch eine genitalmorphologische Analyse ist zur eindeutigen Zuordnung anzuraten.

## Geographische Verbreitung und Vorkommen
Die Art kommt in nahezu ganz Europa vor und ist Richtung Osten bis Japan verbreitet. In den Bergen steigt sie bis auf eine Höhe von 1500 Metern. Sie ist überwiegend in Gebieten mit Obstbaumbeständen anzutreffen, beispielsweise auf Streuobstwiesen, in Obstplantagen, an Obstbaumalleen und in Nutzgärten. Da diese Lebensräume meistens in der Nähe von vom Menschen geprägten Landschaften liegen, wird der Graugrüne Apfel-Blütenspanner auch zu den Kulturfolgern gezählt.

## Lebensweise
Die Falter sind dämmerungs- und nachtaktiv, erscheinen gern an künstlichen Lichtquellen und besuchen zur Nahrungsaufnahme auch verschiedene Blüten. Hauptflugzeit sind die Monate Juni bis August. Die Raupen leben in den Blüten verschiedener Obstbäume und Sträucher. In erster Linie sind sie am Kulturapfel (Malus domestica) zu finden, außerdem u. a. auch an Holzapfel (Malus sylvestris), Traubenkirsche (Prunus padus), Felsenbirne (Amelanchier ovalis) und Schlehdorn (Prunus spinosa). Das Ei überwintert.

## Gefährdung
In Deutschland ist der Graugrüne Apfel-Blütenspanner weit verbreitet und wird auf der Roten Liste gefährdeter Arten als nicht gefährdet geführt.